# 전라남도의 유형문화재 (제201호 ~ 제300호)
전라남도 유형문화재는 지방유형문화재 중에서 전라남도에 있는 문화재를 의미한다.

## 지정 목록

### 제201호 ~ 제300호
| 번호  | 사진 | 명칭 | 소재지                                                            | 관리자 (단체)          | 지정일                                                                       | 참조 |
| 201호 |      | 보림사사천왕상복장육경합부 (寶林寺四天王像腹藏六經合部)                                                     | 전남 장흥군 유치면 봉덕리 45 보림사                               | 보림사                 | 1998년 8월 20일 지정                                                         |      |
| 202호 |      | 보림사사천왕상복장언해판화관계불서 (寶林寺四天王像腹藏諺解版畵關係佛書)                                     | 전남 장흥군 유치면 봉덕리 45 보림사                               | 보림사                 | 1998년 8월 20일 지정                                                         |      |
| 203호 |      | 보림사사천왕상복장진언·의식관계불서 (寶林寺四天王像腹藏眞言·義式關係佛書)                                   | 전남 장흥군 유치면 봉덕리 45 보림사                               | 보림사                 | 1998년 8월 20일 지정                                                         |      |
| 204호 |      | 보림사사천왕상복장선종불서 (寶林寺四天王像腹藏禪宗佛書)                                                     | 전남 장흥군 유치면 봉덕리 45 보림사                               | 보림사                 | 1998년 8월 20일 지정                                                         |      |
| 205호 |      | 보림사사천왕상복장경전불서 (寶林寺四天王像腹藏經典佛書)                                                     | 전남 장흥군 유치면 봉덕리 45 보림사                               | 보림사                 | 1998년 8월 20일 지정                                                         |      |
| 206호 |      | 강진강재일사 (康津剛齋日史)                                                                                 | 전남 강진군 작천면 용상리 201                                     | .                      | 1999년 2월 26일 지정                                                         |      |
| 207호 |      | 장흥기양사선시보주 (長興岐陽祠選詩補註)                                                                     | 전남 장흥군 안양면 동계길 33-26(기산리)                           | 백진수                 | 1999년 2월 26일 지정, 2010년 10월 25일 해제, 보물 제1664호로 승격            |      |
| 208호 |      | 영광불갑사대웅전목조삼신불좌상 (靈光佛甲寺大雄殿木組三身佛坐像)                                             | 전남 영광군 불갑면 모악리 8번지                                   |                        | 1999년 2월 26일 지정, 2003년 6월 26일 해제, 보물 제1377호로 승격             |      |
| 209호 |      | 화순동복남덕원비 (和順同福男德院碑)                                                                         | 전남 화순군 동복면 독상리 459번지                                 | .                      | 1999년 2월 26일 지정                                                         |      |
| 210호 |      | 곡성도동묘의회헌실기목판 (谷城道東廟의晦軒實記木板)                                                         | 전남 곡성군 오곡면 오지리 571 도동묘                              | .                      | 1999년 7월 5일 지정                                                          |      |
| 211호 |      | 담양송강집및기암집목판 (潭陽松江集및畸庵集木板)                                                             | 전남 담양군                                                       | 한국가사문학관장       | 1999년 7월 5일 지정                                                          |      |
| 212호 |      | 차문절공유사목판 (車文節公遺事木板)                                                                         | 전남 광양시 옥룡면 죽천리 592-7                                   | 차씨문중               | 1999년 7월 5일 지정                                                          |      |
| 213호 |      | 영광내산서원강감회요목판 (靈光內山書院綱鑑會要木板)                                                         | 전남 영광군 불갑면 강항로 101                                     | 내산서원               | 1999년 7월 5일 지정                                                          |      |
| 214호 |      | 장성고산서원노사선생전집및답문류편목판 (長城高山書院蘆沙先生全集및答問類編木板)                             | 전남 장성군 진원면 고산리 257                                     | 고산서원               | 1999년 7월 5일 지정                                                          |      |
| 215호 |      | 장성필암서원하서선생문집목판 (長城筆岩書院河西先生文集木板)                                                 | 전남 장성군 황룡면 필암리 377 필암서원                            | 필암서원               | 1999년 7월 5일 지정                                                          |      |
| 216호 |      | 장성필암서원하서유묵목판일괄 (長城筆岩書院河西遺墨木板一括)                                                 | 전남 장성군 황룡면 필암리 377 필암서원                            | 필암서원               | 1999년 7월 5일 지정                                                          |      |
| 217호 |      | 나주미천서원기언목판 (羅州眉泉書院記言木板)                                                                 | 전남 나주시 안창동 383                                            | 미천서원               | 1999년 7월 5일 지정                                                          |      |
| 218호 |      | 장흥연곡서원노봉선생문집목판 (長興淵谷書院老峯先生文集木板)                                                 | 전남 장흥군 장흥읍 원도리 46                                      | 연곡서원               | 1999년 7월 5일 지정                                                          |      |
| 219호 |      | 해남고산유고목판일괄 (海南孤山遺稿木板一括)                                                                 | 전남 해남군 해남읍 연동리 82                                      | 윤고산유물전시관       | 1999년 7월 5일 지정                                                          |      |
| 220호 |      | 구례사성암마애여래입상 (求禮四聖庵磨崖如來立像)                                                             | 전남 구례군 문척면 죽마리 산7번지                                 | 사성암                 | 1999년 7월 5일 지정                                                          |      |
| 221호 |      | 진도쌍계사목조삼존불좌상 (珍島雙溪寺木造三尊佛坐像)                                                         | 전남 진도군 의신면 사천리 76                                      | 쌍계사                 | 1999년 8월 5일 지정                                                          |      |
| 222호 |      | 진도쌍계사시왕전목조지장보살상 (珍島雙溪寺시王殿木造地藏菩薩像)                                             | 전남 진도군 의신면 사천리 76                                      | 쌍계사                 | 1999년 8월 5일 지정                                                          |      |
| 223호 |      | 강진백련사원구형부도 (康津白蓮寺圓球形浮屠)                                                                 | 전남 강진군 도암면 만덕리 산55번지                                | 백련사                 | 1999년 11월 20일 지정                                                        |      |
| 224호 |      | 고흥능가사목조사천왕상 (高興楞伽寺木造四天王像)                                                             | 전남 고흥군 점암면 성기리 371-1                                   | 능가사                 | 2000년 6월 20일 지정                                                         |      |
| 225호 |      | 나주불회사원진국사부도 (羅州佛會寺圓眞國師浮屠)                                                             | 전남 나주시 다도면 마산리 산212                                   | 불회사                 | 2000년 6월 20일 지정                                                         |      |
| 226호 |      | 영광불갑사사천왕상복장불서 (靈光佛甲寺四天王像腹藏佛書)                                                     | 전남 영광군 불갑면 모악리 8                                       | 불갑사                 | 2000년 6월 20일 지정, 2006년 4월 28일 해제, 보물 제1470호로 승격             |      |
| 227호 |      | 해남서동사대웅전목조삼존불좌상 (海南瑞洞寺大雄殿木造三尊佛坐像)                                             | 전남 해남군 화원면 금평리 571 서동사                              | 서동사                 | 2000년 12월 13일 지정, 2011년 6월 21일 해제, 보물 제1715호로 승격            |      |
| 228호 |      | 목포달성사목조아미타삼존불좌상 (木浦達聖寺木造阿미陀三존佛坐像)                                             | 전남 목포시 죽교동 317 달성사                                     | 달성사                 | 2000년 12월 13일 지정                                                        |      |
| 229호 |      | 목포달성사목조지장보살반가상 (木浦達聖寺木造地藏菩薩半跏像)                                                 | 전남 목포시 죽교동 317 달성사                                     | 달성사                 | 2000년 12월 13일 지정                                                        |      |
| 230호 |      | 영광설매리석조불두상 (靈光雪梅里石造佛頭像)                                                                 | 전남 영광군 군남면 설매리 산 59-3                                 | 영광군                 | 2001년 6월 5일 지정                                                          |      |
| 231호 |      | 영광불갑사장천로해금강반야바라밀경 (靈光佛甲寺藏川老解金剛般若波羅密經)                                     | 전남 영광군 불갑면 모악리 8                                       | 불갑사                 | 2001년 6월 5일 지정, 2006년 4월 28일 해제, 보물 제1470호로 승격              |      |
| 232호 |      | 영광불갑사장묘법연화경 (靈光佛甲寺藏妙法蓮華經)                                                             | 전남 영광군 불갑면 모악리 8                                       | 불갑사                 | 2001년 6월 5일 지정, 2006년 4월 28일 해제, 보물 제1470호로 승격              |      |
| 233호 |      | 영광불갑사장백운화상초록불조직지심체요절 (靈光佛甲寺藏白雲和尙抄錄佛祖直指心體要節)                         | 전남 영광군 불갑면 모악리 8                                       | 불갑사                 | 2001년 6월 5일 지정, 2006년 4월 28일 해제, 보물 제1470호로 승격              |      |
| 234호 |      | 영광불갑사장선종영가집 (靈光佛甲寺藏禪宗永嘉集)                                                             | 전남 영광군 불갑면 모악리 8                                       | 불갑사                 | 2001년 6월 5일 지정, 2006년 4월 28일 해제, 보물 제1470호로 승격              |      |
| 235호 |      | 영광불갑사장법집별행록절요병입사기 (靈光佛甲寺藏法集別行錄節要幷入私記)                                     | 전남 영광군 불갑면 모악리 8                                       | 불갑사                 | 2001년 6월 5일 지정, 2006년 4월 28일 해제, 보물 제1470호로 승격              |      |
| 236호 |      | 영광불갑사장금강반야바라밀경언해 (靈光佛甲寺藏金剛般若波羅密經諺解)                                         | 전남 영광군 불갑면 모악리 8                                       | 불갑사                 | 2001년 6월 5일 지정, 2006년 4월 28일 해제, 보물 제1470호로 승격              |      |
| 237호 |      | 영광불갑사장대불정여래밀인수증요의제보살만행수능엄경 (靈光佛甲寺藏大佛頂如來密因修證了義諸菩薩萬行首능嚴經) | 전남 영광군 불갑면 모악리 8                                       | 불갑사                 | 2001년 6월 5일 지정, 2006년 4월 28일 해제, 보물 제1470호로 승격              |      |
| 238호 |      | 영광불갑사장대불정여래밀인수증요의제보살만행수능엄경 (靈光佛甲寺藏大佛頂如來密因修證了義諸菩薩萬行首능嚴經) | 전남 영광군 불갑면 모악리 8                                       | 불갑사                 | 2001년 6월 5일 지정, 2006년 4월 28일 해제, 보물 제1470호로 승격              |      |
| 239호 |      | 영광불갑사장대전화상주심경 (靈光佛甲寺藏大顚和尙注心經)                                                     | 전남 영광군 불갑면 모악리 8                                       | 불갑사                 | 2001년 6월 5일 지정, 2006년 4월 28일 해제, 보물 제1470호로 승격              |      |
| 240호 |      | 영광불갑사장묘법연화경언해 (靈光佛甲寺藏妙法蓮華經諺解)                                                     | 전남 영광군 불갑면 모악리 8                                       | 불갑사                 | 2001년 6월 5일 지정, 2006년 4월 28일 해제, 보물 제1470호로 승격              |      |
| 241호 |      | 영광불갑사장묘법연화경 (靈光佛甲寺藏妙法蓮華經)                                                             | 전남 영광군 불갑면 모악리 8                                       | 불갑사                 | 2001년 6월 5일 지정                                                          |      |
| 242호 |      | 영광불갑사장선원제전집도서 (靈光佛甲寺藏禪源諸詮集都序)                                                     | 전남 영광군 불갑면 모악리 8                                       | 불갑사                 | 2001년 6월 5일 지정, 2006년 4월 28일 해제, 보물 제1470호로 승격              |      |
| 243호 |      | 영광불갑사장수륙무차평등재의촬요 (靈光佛甲寺藏水陸無遮平等齋儀撮要)                                         | 전남 영광군 불갑면 모악리 8                                       | 불갑사                 | 2001년 6월 5일 지정                                                          |      |
| 244호 |      | 영광불갑사장영가진각선사증도가(합철천로금강경) (靈光佛甲寺藏永嘉眞覺禪師證道歌(合綴川老今剛經))             | 전남 영광군 불갑면 모악리 8                                       | 불갑사                 | 2001년 6월 5일 지정, 2006년 4월 28일 해제, 보물 제1470호로 승격              |      |
| 245호 |      | 영광불갑사장영가진각선사증도가 (靈光佛甲寺藏永嘉眞覺禪師證道歌)                                             | 전남 영광군 불갑면 모악리 8                                       | 불갑사                 | 2001년 6월 5일 지정                                                          |      |
| 246호 |      | 영광불갑사장예념미타도량참법 (靈光佛甲寺藏禮念彌陀道場懺法)                                                 | 전남 영광군 불갑면 모악리 8                                       | 불갑사                 | 2001년 6월 5일 지정, 2006년 4월 28일 해제, 보물 제1470호로 승격              |      |
| 247호 |      | 영광불갑사장월인석보 (靈光佛甲寺藏月印釋譜)                                                                 | 전남 영광군 불갑면 모악리 8                                       | 불갑사                 | 2001년 6월 5일 지정, 2006년 4월 28일 해제, 보물 제1470호로 승격              |      |
| 248호 |      | 영광불갑사장육경합부 (靈光佛甲寺藏六經合部)                                                                 | 전남 영광군 불갑면 모악리 8                                       | 불갑사                 | 2001년 6월 5일 지정, 2006년 4월 28일 해제, 보물 제1470호로 승격              |      |
| 249호 |      | 영광불갑사지장시왕상및나한상복장묘법연화경일괄 (靈光佛甲寺地藏十王像및羅漢像腹藏妙法蓮華經一括)             | 전남 영광군 불갑면 모악리 8                                       | 불갑사                 | 2001년 6월 5일 지정, 2006년 4월 28일 해제, 보물 제1470호로 승격              |      |
| 250호 |      | 영광불갑사지장시왕상및나한상복장불서일괄 (靈光佛甲寺地藏十王像및羅漢像腹藏佛書一括)                         | 전남 영광군 불갑면 모악리 8                                       | 불갑사                 | 2001년 6월 5일 지정, 2006년 4월 28일 해제, 보물 제1470호로 승격              |      |
| 251호 |      | 화순쌍봉사대웅전목조삼존불상 (和順雙峰寺大雄殿木造三尊佛像)                                                 | 전남 화순군 이양면 증리 741                                       | 쌍봉사                 | 2001년 6월 5일 지정                                                          |      |
| 252호 |      | 화순쌍봉사극락전목조아미타여래좌상 (和順雙峰寺極樂殿木造阿彌陀如來坐像)                                     | 전남 화순군 이양면 증리 741                                       | 쌍봉사                 | 2001년 6월 5일 지정                                                          |      |
| 253호 |      | 화순쌍봉사지장전지장보살상일괄 (和順雙峰寺地藏殿地藏菩薩像一括)                                             | 전남 화순군 이양면 증리 741                                       | 쌍봉사                 | 2001년 6월 5일 지정 2011년 11월 1일 해제, 보물 제1726호로 승격               |      |
| 254호 |      | 순천송광사응진당 (順天松廣寺應眞堂)                                                                         | 전남 순천시 송광면 신평리                                         | 송광사                 | 2001년 6월 5일 지정                                                          |      |
| 255호 |      | 순천송광사응진당불화 (順天松廣寺應眞堂佛畵)                                                                 | 전남 순천시 송광면 신평리 12 송광사 응진당                        | 송광사                 | 2001년 9월 27일 지정, 2003년 2월 3일 해제, 보물 제1367호로 승격              |      |
| 256호 |      | 순천송광사보조국사감로탑 (順天松廣寺普照國師甘露塔)                                                         | 전남 순천시 송광면 신평리 12번지 송광사                           | 송광사                 | 2001년 9월 27일 지정                                                         |      |
| 257호 |      | 순천송광사화엄탱화 (順天松廣寺華嚴幀畵)                                                                     | 전남 순천시 송광면 신평리 12번지 송광사                           | 송광사                 | 2001년 9월 27일 지정, 2001년 9월 27일 해제, 보물 제1366호로 승격             |      |
| 258호 |      | 영광연흥사목조삼세여래좌상 (靈光烟興寺木造三世如來坐像)                                                     | 전남 영광군 군남면 육창로 2                                       | 연흥사                 | 2002년 7월 13일 지정                                                         |      |
| 259호 |      | 영암망월사석불좌상 (靈巖望月寺石佛坐像)                                                                     | 전남 영암군 신북면 이천리 산159-7                                 | 망월사                 | 2002년 11월 27일 지정                                                        |      |
| 260호 |      | 나주운흥사지금동여래입상 (羅州雲興寺址金銅如來立像)                                                         | 전남 나주시 다도면 암정리 965                                     | 운흥사                 | 2003년 5월 27일 지정                                                         |      |
| 261호 |      | 화순총마계회도 (和順驄馬契會圖)                                                                             | 전남 화순군 도암면 벽지리 790                                     | 밀양박씨문중종회       | 2003년 10월 4일 지정, 2011년 9월 5일 해지, 보물 제1722호로 승격              |      |
| 262호 |      | 순천선암사금동관음보살좌상 (順天仙岩寺金銅觀音菩薩坐像)                                                     | 전남 순천시 승주읍 죽학리 802                                     | 선암사                 | 2004년 9월 20일 지정                                                         |      |
| 263호 |      | 순천선암사대각암동종 (順天仙岩寺大覺庵銅鍾)                                                                 | 전남 순천시 승주읍 죽학리 802                                     | 선암사                 | 2004년 9월 20일 지정, 2010년 10월 25일 해제, 보물 1558호로 승격              |      |
| 264호 |      | 고흥능가사추계당및사영당부도 (高興楞伽寺秋溪堂및泗影堂浮屠)                                                 | 전남 고흥군 점암면 성기리 326                                     | 능가사                 | 2004년 9월 20일 지정                                                         |      |
| 265호 |      | 담양모현관소장고문서 (潭陽慕賢館所藏古文書)                                                                 | 전남 담양군                                                       | 유근영                 | 2004년 9월 20일 지정                                                         |      |
| 266호 |      | 보성대원사지장·시왕·사자탱화 (寶城大原寺 地藏·十王·使者幀畵)                                                | 전남 보성군 문덕면 죽산리 831                                     | 대원사                 | 2004년 9월 20일 지정, 2013년 4월 28일 해제, 보물 1800호로 승격               |      |
| 267호 |      | 나주불회사소조보살입상 (羅州 佛會寺 塑造菩薩立像)                                                           | 전남 나주시 다도면 마산리 999                                     | 불회사                 | 2005년 1월 27일 지정                                                         |      |
| 268호 |      | 구례 천은사 삼장탱화 (求禮 泉隱寺 三藏幀畵)                                                                 | 전남 구례군                                                       | 천은사                 | 2005년 1월 27일 지정, 2016년 2월 22일 해제, 보물 제1888호로 승격             |      |
| 269호 |      | 고흥봉래사신중탱화 (高興 蓬來寺 神衆幀畵)                                                                   | 전남 고흥군                                                       | 봉래사                 | 2005년 3월 27일 지정                                                         |      |
| 270호 |      | 담양척서정 (潭陽滌暑亭)                                                                                     | 전남 담양군                                                       | 영천이씨대치문중       | 2005년 2월 26일 지정                                                         |      |
| 271호 |      | 곡성도림사보광전목조아미타삼존불상 (谷城道林寺普光殿木造阿彌陀三尊佛像)                                     | 전남 곡성군                                                       | 도림사                 | 2005년 7월 13일 지정                                                         |      |
| 272호 |      | 곡성당동리석조여래좌상 (谷城堂洞里石造如來坐像)                                                             | 전남 곡성군 죽곡면 당동리 460                                     | 곡성군                 | 2005년 7월 13일 지정                                                         |      |
| 273호 |      | 화순운주사와형석조여래불 (和順雲住寺臥形石造如來佛)                                                         | 전남 화순군 용강리 및 대초리 일대                                 | 운주사 주지            | 2005년 7월 13일 지정                                                         |      |
| 274호 |      | 화순운주사광배석불좌상 (和順雲住寺光背石佛坐像)                                                             | 전남 화순군 도암면 용강리 및 대초리 일원                          | 운주사 주지            | 2005년 7월 13일 지정                                                         |      |
| 275호 |      | 화순운주사마애여래좌상 (和順雲住寺磨崖如來坐像)                                                             | 전남 화순군 도암면 용강리 및 대초리 일원                          | 운주사 주지            | 2005년 7월 13일 지정                                                         |      |
| 276호 |      | 화순운주사칠층석탑 (和順雲住寺七層石塔)                                                                     | 전남 화순군 도암면 용강리 및 대초리 일원                          | 운주사 주지            | 2005년 7월 13일 지정                                                         |      |
| 277호 |      | 화순운주사쌍교차문칠층석탑 (和順雲住寺雙交叉紋七層石塔)                                                     | 전남 화순군 도암면 용강리 70-1                                    | 운주사 주지            | 2005년 7월 13일 지정                                                         |      |
| 278호 |      | 화순운주사석조불감앞칠층석탑 (和順 雲住寺石造佛龕앞七層石塔)                                                | 전남 화순군 도암면 용강리 941                                     | 운주사 주지            | 2005년 7월 13일 지정                                                         |      |
| 279호 |      | 화순운주사거북바위교차문칠층석탑 (和順雲住寺거북바위交叉紋七層石塔)                                         | 전남 화순군 도암면 용강리 산8                                     | 운주사 주지            | 2005년 7월 13일 지정                                                         |      |
| 280호 |      | 화순운주사대웅전앞다층석탑 (和順雲住寺大雄殿앞多層石塔)                                                     | 전남 화순군 도암면 용강리 201-1                                   | 운주사 주지            | 2005년 7월 13일 지정                                                         |      |
| 281호 |      | 화순운주사칠성바위앞칠층석탑 (和順雲住寺七星바위앞七層石塔)                                                 | 전남 화순군 도암면 용강리 산8                                     | 운주사 주지            | 2005년 7월 13일 지정                                                         |      |
| 282호 |      | 화순운주사발형다층석탑 (和順雲住寺鉢形多層石塔)                                                             | 전남 화순군 도암면 대초리 18                                      | 운주사 주지            | 2005년 7월 13일 지정                                                         |      |
| 283호 |      | 진도 청용사 소장 불교전적 (珍島 靑龍寺 所藏 佛敎典籍)                                                       | 전남 진도군                                                       | 진도군                 | 2005년 7월 13일 지정                                                         |      |
| 284호 |      | 영암부춘정 (靈巖富春亭)                                                                                     | 전남 영암군 영암읍 망호리 206                                     | 진주강씨영암문중       | 2005년 6월 13일 지정                                                         |      |
| 285호 |      | 하백원의 만국전도와 동국지도 (河百源의 萬國全圖와 東國地圖)                                                 | 전남 화순군                                                       | 화순군                 | 2005년 12월 27일 지정                                                        |      |
| 286호 |      | 나주금성정의록 (羅州 錦城正義錄)                                                                            | 전남 나주시 노안면 용산리 545                                     | 이기현                 | 2006년 12월 27일 지정                                                        |      |
| 287호 |      | 순천향림사동종 (順天 香林寺 銅鐘)                                                                           | 전남 순천시 석현동 230                                            | 향림사주지             | 2006년 12월 27일 지정                                                        |      |
| 288호 |      | 영광내산서원소장필사본건거록(간양록)등문적일괄 (靈光 內山書院 所藏 筆寫本 巾車錄(看羊錄) 等 文籍一括)       | 전남 영광군 불갑면 강항로 101                                     | 영광내산서원보존회     | 2008년 4월 11일 지정                                                         |      |
| 289호 |      | 장성백양사극락보전목조아미타여래좌상 (長城 白羊寺 極樂寶殿 木造阿彌陀如來坐像)                              | 전남 장성군 북하면 약수리26 백양사                                | 백양사                 | 2008년 4월 11일 지정                                                         |      |
| 290호 |      | 장성백양사각진국사복구진영 (長城 白羊寺 覺眞國師 復丘 眞影)                                                 | 전남 장성군 북하면 약수리26 백양사 성보박물관                     | 백양사                 | 2008년 4월 11일 지정                                                         |      |
| 291호 |      | 장성백양사극락전아미타회상도 (長城 白羊寺 極樂殿 阿彌陀會相圖)                                              | 전남 장성군 북하면 약수리 26 백양사 성보박물관                    | 백양사                 | 2008년 4월 11일 지정                                                         |      |
| 292호 |      | 청자상감연국모란문과형주자 (靑磁象嵌蓮菊牡丹文瓜形注子)                                                     | 전남 강진군 대구면 사당리 117 강진청자박물관                      | 강진청자박물관         | 2008년 8월 5일 지정, 2018년 4월 19일 해제, 소재지 및 소유자 변경(관외, 서울) |      |
| 293호 |      | 청자상감운학국화문개합 (靑瓷象嵌雲鶴菊花文蓋盒)                                                             | 전남 강진군 대구면 사당리 117 강진청자박물관                      | 강진청자박물관         | 2008년 8월 5일 지정                                                          |      |
| 294호 |      | 청자상감‘王’명잔탁 (靑瓷象嵌‘王’銘盞托)                                                                     | 전남 강진군 대구면 사당리 117 강진청자박물관                      | 강진청자박물관         | 2008년 8월 5일 지정                                                          |      |
| 295호 |      | 순천 선암사 불조전 (順天 仙巖寺 佛祖殿)                                                                     | 전남 순천시 승주읍 죽학리 802번지                                 | 선암사                 | 2008년 9월 19일 지정                                                         |      |
| 296호 |      | 해남 대흥사 대웅보전 (大興司 大雄寶殿)                                                                      | 전남 해남군 삼산면 구림리 798 대흥사                              | 대흥사                 | 2008년 9월 19일 지정                                                         |      |
| 297호 |      | 고흥정걸가교지류고문서 (高興 丁傑家 敎旨類 古文書)                                                          | 전남 고흥군 포두면 길두리 521-3 (국립진주박물관 위탁관리 및 전시) | 압해정씨 병사공파 종중 | 2008년 12월 26일 지정                                                        |      |
| 298호 |      | 나주죽림사건칠아미타여래좌상 (羅州 竹林寺 乾漆 阿彌陀佛坐像)                                                | 전남 나주시 남평읍 풍림리 산1번지 죽림사                          | 죽림사                 | 2008년 12월 26일 지정                                                        |      |
| 299호 |      | 여수 흥국사 삼장보살도 (麗水 興國寺 三藏菩薩圖)                                                             | 전남 여수시 흥국사길 160(중흥동)                                  | 흥국사                 | 2009년 3월 20일 지정                                                         |      |
| 300호 |      | 여수 흥국사 제석도 (麗水 興國寺 帝釋圖)                                                                     | 전남 여수시 흥국사길 160(중흥동)                                  | 흥국사                 | 2009년 3월 20일 지정                                                         |      |